# アンドレア・サバスキ
アンドレア・サバスキ（Andrea Sawatzki, 1963年2月23日 - ）は、ドイツ出身の女優である。

## 出演作品

### テレビドラマ
- ボルジア 欲望の系譜

### 映画
- es［エス］（ユッタ・グリム博士）
- アンツ・イン・ザ・パンツ!（ゼルダおばさん）